# Ludovít Huščava
Ludovít Huščava (12. srpna 1945 Záhorská Ves – 2023) byl československý fotbalový obránce. Žil v Troubsku.

## Fotbalová kariéra
V československé lize nastoupil za Zbrojovku Brno (1966–1967) a LIAZ Jablonec (1974–1976) v 58 ligových utkáních.

## Ligová bilance
| Ročník                                   | Zápasy | Góly | Minuty | Klub                |
| ---------------------------------------- | ------ | ---- | ------ | ------------------- |
| 1. československá fotbalová liga 1966/67 | 15     | 0    | 1 350  | TJ Spartak ZJŠ Brno |
| 2. československá fotbalová liga 1967/68 | –      | 0    | –      | TJ Spartak ZJŠ Brno |
| 2. československá fotbalová liga 1968/69 | –      | 0    | –      | TJ Zbrojovka Brno   |
| 1. československá fotbalová liga 1974/75 | 22     | 0    | 1 957  | TJ LIAZ Jablonec    |
| 1. československá fotbalová liga 1975/76 | 21     | 0    | 1 789  | TJ LIAZ Jablonec    |
| CELKEM 1. LIGA                           | 58     | 0    | 5 096  |                     |